# Grb Goriške
Grb Goriške je grb nekdanje Grofije Goriške, ki je obsegala večino primorske.

## Goriška
Kot politična enota se je Goriška razvila v 12. stoletju z vzponom Majnharda I. Goriškega, čigar uspehu so verjetno pogojevali tesni stiki družine z oglejskim patriarhom, ki jim je omogočil dedne posesti v Istri in Furlaniji ter jim podelil Gorico kot njihov sedež. Po smrti zadnjega goriškega grofa Leonharda leta 1500 Goriška postane del Habsburške monarhije. Leta 1647 od Goriške grofje cesar Ferdinand III. odcepij del grofije ter ustanovijo grofijo Gradiško, ki jo prepusti grofom Eggenbergom. Gradiška se po izumrtju slednjih leta 1754 zopet združi z Goriško v Pokneženo grofijo Goriško in Gradiško.

## Razvoj grba
Grb Goriške je v osnovi grb grofov Goriških, ki se je pojavil že v 13. stoletju. Z izjemo števila srebrno-rdečih razdelitev drugega polja , ki se je gibalo med štiri in osem ter se nazadnje ustalilo na pet, se grb ni spreminjal.
Ob združitvi Goriške in Gradiške je nastala Poknežena grofija Goriška in Gradiška, katere grb je predstavljal sekan ščit z grbom Goriške na desni ter grbom Gradiške na levi.

Po odpravi Ilirskega kraljestva leta 1849 se je izoblikovalo Avstrijsko primorje, katerega grb je bil kvadriran, v poljih pa so bili grbi Goriške, Gradiške, Trsta in Istre.
- Primer goriškega grba s tremi razdelitvami.
- Grb Goriško-Gradiške
- Grb Avstrijskega Primorja